# Ewa Skwara
Ewa Skwara (ur. 1962 r.) – polska filolog klasyczna, latynistka, profesor nauk humanistycznych.

## Życiorys
Studia ukończyła w 1986 w Poznaniu, uzyskując tytuł magistra.
Zajmuje się teatrem rzymskim, głównie komedią i jej recepcją, którym to tematom poświęciła wiele artykułów i dwie książki: Plaut i Terencjusz w polskiej komedii oświeceniowej (1996) oraz Historia komedii rzymskiej (2001). 
Niemałą rolę w jej badaniach odgrywa teoria przekładu i same przekłady; opublikowała trzy tomy komedii Plauta (2002-2004; nagroda Literatury na świecie za najlepszy przekład poezji), dwa tomy komedii Terencjusza (2005-2006), Sztukę kochania Owidiusza (2008). 